# Subaru R1
O Subaru R1 é um kei car de duas portas, lançado em janeiro de 2004, equipado com transmissão continuamente variável (Câmbio CVT). É uma versão reduzida do Subaru R2.